# Summerjam
| Summerjam Reggae Festival | Summerjam Reggae Festival |
| ------------------------- | ------------------------- |
| Summerjam Reggae Festival |                           |
| Ort:                      | Köln, Fühlinger See       |
| Besucheranzahl:           | etwa 30.000               |
| Bühnen:                   | 2                         |
| Soundsystem-Zelte:        | 1                         |
| Regelmäßig seit:          | 1986                      |
| Website:                  | summerjam.de              |

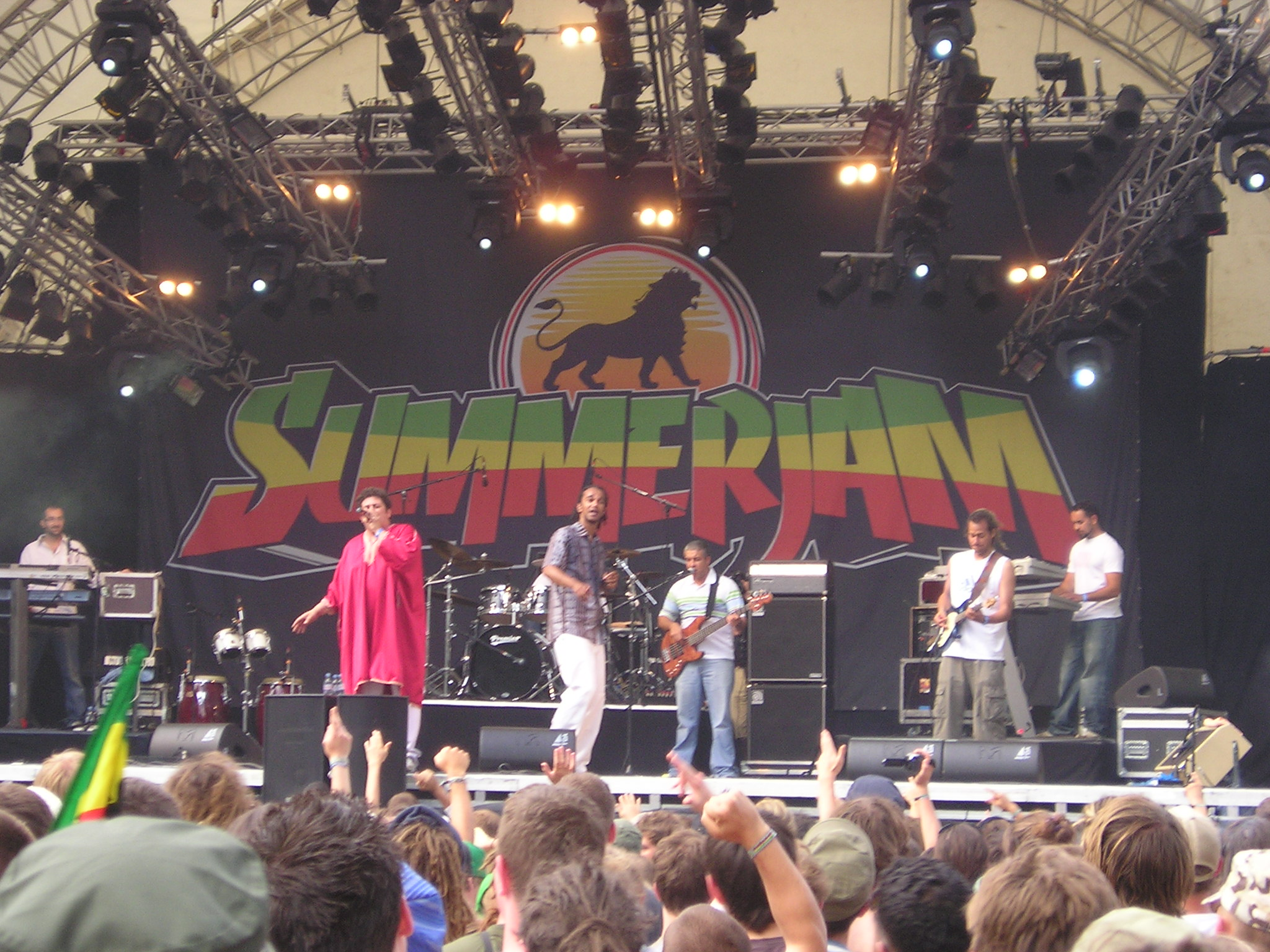
Summerjam 2009

Das Summerjam ist eines der größten Reggae-Festivals in Europa. Es findet seit 1986 jährlich am ersten bzw. zweiten Juli-Wochenende statt. Unter einem wechselnden Motto tritt jedes Jahr eine Vielzahl an Künstlern aus der weltweiten Reggae- und Dancehallszene auf.

## Geschichte
Das Summerjam wurde zum ersten Mal als Ein-Tages-Festival im Jahr 1986 auf der Freilichtbühne Loreley bei Sankt Goarshausen veranstaltet, Headliner waren damals Dennis Brown, Black Uhuru und The Wailers. Aufgrund der stetig steigenden Besucherzahlen und des begrenzten Platzangebotes musste das Festival ab 1994, nach acht Jahren auf der Loreley, an einem anderen Veranstaltungsort stattfinden. Übergangsweise wurde hierzu das Gelände der Royal Air Force Station Wildenrath, eines ehemaligen Militärflugplatzes in Wegberg, verwendet. Aufgrund von Kritik der Festivalbesucher, das Gelände sei nicht für ein Reggae-Festival geeignet, wurde schnell nach einem neuen Veranstaltungsort gesucht. Dieser wurde mit dem Fühlinger See im Norden der Stadt Köln gefunden, wo seit 1996 nun jährlich das Summerjam bis zu 30.000 Reggae-Fans aus aller Welt anzieht. Zudem werden seit 2009 einige Konzertmitschnitte im WDR-Rockpalast übertragen.
War das Festival anfangs ein reines Reggae-Festival mit Künstlern vor allem aus Afrika und der Karibik, ließen die Veranstalter in den Jahren neue Künstler aus den weltweit daraus entstandenen Musikstilen zu, prägend ist nach wie vor die Mischung aus international bekannten Headlinern und jungen Musikern.

## Gelände
Das Festivalgelände selbst befindet sich auf einer Insel, die über drei Zugangsbrücken erreicht werden kann. Dort gibt es neben den zwei Bühnen, die zeitgleich von den Künstlern bespielt werden, auch einen großen Basar sowie Imbiss- und Getränkestände. Bis zum Jahr 2010 befand sich auch eine Dancehall-Area auf dem eigentlichen Festivalgelände, diese wurde aber im Jahr 2011 aufgrund eines größeren Platzangebots auf das Campinggelände in unmittelbarer Nähe zur Festivalinsel verlagert. Seit 2019 ist die Dancehall-Area wieder auf dem Festivalgelände zu finden.

## Camping
Das Campinggelände befindet sich rund um die Festivalinsel und den kompletten Fühlinger See. Dazu gibt es noch ein spezielles Areal für Wohnmobile und einen familienfreundlichen Campingbereich.

## Termine und Line-up

### 1986 bis 1993 –Sankt Goarshausen

#### 1. Summerjam (5. Juli 1986)
Black Uhuru, Dennis Brown, The Wailers, Manu Dibango, u. a.

#### 2. Summerjam (2.–3. Juli 1987)
Jimmy Cliff, Third World, Steel Pulse, Aswad, Curtis Mayfield, Touré Kunda, Johnny Clegg, Freddie McGregor, u. a.

#### 3. Summerjam (1.–2. Juli 1988)
Sly & Robbie, Ziggy Marley, James Brown, Eek-a-Mouse, King Sunny Adé, Phase IV, Burning Spear, u. a.

#### 4. Summerjam (1.–2. Juli 1989)
Linton Kwesi Johnson, Jimmy Cliff, Youssou N’Dour, Black Uhuru, Osibisa, Lt. Stitchie, Salif Keïta, Wailers, Inner Circle, u. a.

#### 5. Summerjam (14. Juli 1990)
Mutabaruka, Manu Dibango, Abyssinians, Macka B, Twinkle Brothers, Femi Anikulapo Kuti, u. a.

#### 6. Summerjam (7. Juli 1991)
Ziggy Marley, Kid Creole, The Wailers, Freddie McGregor, I-Threes, Mikey Dread, Dean Fraser & 809 Band, u. a.

#### 7. Summerjam (4. Juli 1992)
Burning Spear, Maxi Priest, Sly & Robbie, Culture, Youssou N’Dour, Gregory Isaacs, Misty in Roots, Tiger, u. a.

#### 8. Summerjam (3. Juli 1993)
Inner Circle, Israel Vibration, Aswad, Shabba Ranks, Shaggy, Third World, Baaba Maal, u. a.

### 1994 bis 1995 –Wildenrath Airfield

#### 9. Summerjam (1.–3. Juli 1994)
Lucky Dube, Manu Dibango, Chaka Demus, Jimmy Cliff, African Headcharge, Lee „Scratch“ Perry, Buju Banton, Dub Syndicate, The Skatalites, Mad Professor, u. a.

#### 10. Summerjam (30. Juni – 2. Juli 1995)
Angélique Kidjo, Youssou N’Dour, Bunny Wailer, Burning Spear, Israel Vibration, Yothu Yindi, Macka B, Shinehead, Super Cat, Inner Circle, u. a.

### Seit 1996 –Fühlinger See

#### 11. Summerjam (6.–7. Juli 1996)
Bunny Wailer, Lucky Dube, Third World, Shaggy, Toots, Chaka Demus, Buju Banton, Pato Banton, Linton Kwesi Johnson, Baaba Maal, Rockers Hi-Fi, Dub Warriors, u. a.

#### 12. Summerjam (5.–6. Juli 1997)
Ziggy Marley, Burning Spear, Olodum, Touré Kunda, Israel Vibration, Luciano, Bounty Killer, Vitamin X, Apache Indian, Big Mountain, King Chango, Messer Banzani, Bim Sherman, Rockers Hi-Fi, Dub Syndicate, Jungle Brothers, Dreadzone, Pow Pow Movement, u. a.

#### 13. Summerjam (4.–5. Juli 1998)
Alpha Blondy, Jimmy Cliff, Lucky Dube, Buju Banton, Anthony B, Culture, Dennis Brown, The Skatalites, Bim Sherman, Dub Warriors, Rockers Hi-Fi, Dissidenten, Asian Dub Foundation, Kitachi, Pow Pow Movement feat. Gentleman, Die Firma, Creme de la Creme, Die Coolen Säue, u. a.

#### 14. Summerjam (2.–4. Juli 1999)
Luciano, Burning Spear, Gentleman, Freundeskreis, Khadja Nin, Anthony B, Afro Celt Sound System, Morgan Heritage, Mutabaruka, Afrob, Junior Delgado, Ky-Mani Marley, Yellowman, Jamaica Papa Curvin, Transglobal Underground, New York Ska-Jazz Ensemble, David Rodigan, Pow Pow Movement, u. a.

#### 15. Summerjam (30. Juni – 2. Juli 2000)
Alpha Blondy, Asian Dub Foundation, Beenie Man, Buju Banton, David Rodigan, Everton Blender, Femi Kuti & The Positive Force, Israel Vibration, Michael Rose, Seeed, Sista Women In Reggae & Special Guests, The Abyssinians, The Trojans, Thomas Mapfumo & Blacks Unlimited, Tony Rebel, Ziggy Marley & The Melody Makers, u. a.

#### 16. Summerjam (6.–8. Juli 2001)
Adrian Sherwood, Afu-Ra, Anthony B, Black Uhuru, Burning Spear, Cocoa Tea, Court Jester's Crew, Culture, D-Flame, Dawn Penn, Dr. Ring-Ding & The Senior Allstars, Dreadzone, Everton Blender, Frankie Paul, General Levy, Gentleman, Guru’s Jazzmatazz, Hypnotix, I-Shen Rockers, Intensified, Jan Delay, Johnny Clarke, Levi Roots, Misty In Roots, Morgan Heritage, Mr. Vegas, Nattyflo & Nosliw, Nazarenes, Patrice with Shashamani, Pow Pow Movement, Prezident Brown & Panache Culture, Prince Alla & Dub Asante Band, Rico Rodriguez, Seeed, Sixth Revelation, Sizzla & Turbulence, Sly & Robbie, Soul Jah Sista, Soul Jazz Soundsystem, South Connection Classics, South Connection Newcorner, The Mystic Revelation Of Rastafari, Third World

#### 17. Summerjam (5.–7. Juli 2002)
Alpha Blondy, Angélique Kidjo, Beenie Man, Beres Hammond, Blackwood, Blumentopf, Buju Banton, Bushman, Capleton, Concrete Jungle, Court Jester's Crew, Dr. Woggle & The Radio, Dub Syndicate, Dubtari, Eek-a-Mouse, General Levy, Gentleman, Joy Denalane, Junior Reid, Kinderzimmer Productions, Lady Saw, Le Peuple de l'Herbe, Luciano, Lucky Dube, Max Romeo & The Ethiopians, Nattyflo & Nosliw, Nikitaman & Mono, Orishas, Pow Pow Movement, Rasites, Robert Lee, Roy Paci & Aretuska, Seeed, Sentinel Sound / Supersonic / Fireball, Soul Stereo – From Paris, The Peeping Toms, The Pioneers, The Wailers, Top Franklin feat. Shocking Murray, Turtle Bay Country Club, Zion Train

#### 18. Summerjam (4.–6. Juli 2003)
Alpha Boy School, Anthony B, Baby Cham, Babylon Circus, Beres Hammond, Cashma Hoody, D-Flame, Desmond Dekker & The Aces, Dubblestandart, Ganjaman & Jr. Randy feat. Feueralarm, Headcornerstone, Intensified, Israel Vibration, Jamaica Papa Curvin, Jimmy Cliff, Joni Rewind, Junior Kelly, L.M.S. & Abijah, Maroon Town, Max Romeo & The Ethiopians, Morgan Heritage, Movements, Patrice, Prezident Brown & Panache Culture, Roy Paci & Aretuska, Rude Rich, Dennis Alcapone, Alton Ellis, Seeed, Sentinel Sound, Stanley Beckford, Streetsoundsystem feat. Mellow Mark & Pyro, Tiken Jah Fakoly, Tokyo Ska Paradise Orchestra, Tony Rebel, Toots & the Maytals, Untouchable Sound feat. Manitu vs. Raw Hill Crew

#### 19. Summerjam (2.–4. Juli 2004)
Abyssinians & Dillinger, Beenie Man, Bounty Killer, Capleton, Ce’ Cile, Culture, Curse, Don Abi, Dr. Calypso, Go Lem System, Jahcoustix, Julian Marley & Uprising, Ken Boothe, La Vela Puerca, Lady Saw, Lee „Scratch“ Perry, Les Babacools, Likkle T & Jah Sesco, Luciano, Lucky Dube, Max Herre (Freundeskreis), Michael Franti & Spearhead, Mono & Nikitaman, Nosliw, Orchestra Baobab, Pow Pow Movement, Rico Rodriguez, Roots Rockers, Rotterdam Ska-Jazz Foundation, Sánchez, Schälsick Steppas, Sentinel Sound, Sixth Revelation, Skatalites, Steel Pulse, Sud Soundsystem, T.O.K., The Aggrolites, Tryo, Turtle Bay Country Club, Vybz Kartel, Wayne Marshall, Wayne Wonder, Zoe

#### 20. Summerjam (8.–10. Juli 2005)
Irie Révoltés, Babylon Circus, Culcha Candela, Asian Dub Foundation, Seeed, Jahcoustix, Famara, Half Pint, Spectacular! & Cali P, Barrington Levy, Patrice & Shashamani Band, Richie Spice, Anthony Cruz & Jah Mason, Chuck Fenda, Gentleman & The Far East Band, The Stingers Atx, Saloniki Surfers, Les Babacools, Anthony B, Gregory Isaacs, Frankie Paul, U-Roy, Alpha Blondy & Solar System, Massive Joey vs. Lucky Punch Soundsystem, Silly Walks Movement, Dee Buzz Soundsystem, Sentinel Sound, Pow Pow Movement, David Rodigan vs. Coppa Face, Small Axe Sound System, Germaican Roadshow 2005, Streetsoundsystem feat. Mellow Mark & Pyro, Anthony Locks, K.P. Crew, Andrew Murphy, The Selecter, Issa Bagayogo, Dawn Penn, Israel Vibration, Yellow Umbrella, Tokyo Ska Paradise Orchestra, Sergent Garcia, Amadou & Mariam, Yellowman, Black Uhuru feat. Michael Rose & Duckie Simpson, Groundation, Ohrbooten, Noiseshaper, Zoe & The Okada Supersound, Nosliw, Ward 21, Tanya Stephens

#### 21. Summerjam (14.–16. Juli 2006) „More Music For The Next Decade“
Andrew Tosh, Anthony Locks & Zolo Crew, Apache Indian, Chico, City Lock Sound, Culcha Candela & Band, Damian Marley, Dub Spencer & Trance Hill, Elephant Man, General Degree, I-Jahman Levi, Jah Meek, Jamaram, Jan Delay, Jimmy Cliff, Joy Denalane, Junior Kelly, Lord Kossity, Luciano, Martin Jondo, Million Stylez, Mister George, Mono & Nikitaman, Morgan Heritage, Orishas, Panteón Rococó, Patrice, Pow Pow Movement, Raggabund, Rasites, Sentinel Sound, Small Axe Soundsystem, Sound Quake Soundsystem, Super Sonic Soundsystem, The Congos, The Gladiators, The Pioneers, Third World, Toots & the Maytals, Ziggy Marley

#### 22. Summerjam (6.–8. Juli 2007) „Melting Culture And Styles“
Alborosie, Anthony B, Beenie Man, Blumentopf, Clueso, Collie Buddz, Culcha Candela, Fantan Mojah, Gentleman & The Far East Band, Groundation, Horace Andy & The Dub Asante Band, Israel Vibration, Nosliw, Ohrbooten, Sean Paul, Sebastian Sturm, Sizzla, T.O.K., Tony Rebel, Uwe Banton u. v. m.

#### 23. Summerjam (4.–6. Juli 2008) „Uniting People Of The World“
Alborosie, Alpha Blondy & The Solar System, Black Dillinger, Busy Signal, Clueso, Cocoa Tea & Jah Messenjah Band, Collie Buddz & The New Kingston, Culcha Candela, Derrick Morgan, Dr. Ring-Ding, Etana, Ganjaman, Irie Révoltés, Jah Cure, Jahcoustix, Ken Boothe & The Caroloregians, Ky-Mani Marley, Luciano, Mono & Nikitaman, Mr. Vegas, Patrice, Pressure, Queen Ifrica, Sebastian Sturm, Shaggy, Stephen Marley, Tarrus Riley, Tosh Meets Marley u. v. m.

#### 24. Summerjam (3.–5. Juli 2009) „Keeping The Good Vibes“
Alborosie, Anthony B, Atmosphere, Buju Banton, Bunny Wailer, Danakil, Freddie McGregor, Groundation, Horace Andy, I-Fire, Jan Delay, Junior Kelly, Nosliw, Pablo Moses, Patrice, Phenomden, Samy Deluxe, Sly & Robbie, Tiken Jah Fakoly, UB40, U-Roy u. v. m.

#### 25. Summerjam (2.–4. Juli 2010) „Let The Spirit Rise“
Blumentopf, Capleton, Cornadoor, Danakil, David Rodigan, Dellé, D-Flame, Die Orsons, Fantan Mojah, Gentleman, Inner Circle, Jah Mason, Jahcoustix, Jamaram, Julian Marley, Luciano, Lutan Fyah, Martin Jondo, Max Herre, Midnite, Mono & Nikitaman, Mr. Vegas, Nas & Damian „Jr. Gong“ Marley, Ohrbooten, Rootz Underground, SOJA, T.O.K., Toots & the Maytals, Ganjaman, Uwe Banton u. v. m.

#### 26. Summerjam (1.–3. Juli 2011) „Stand Up For Love“
Alpha Blondy, Andrew Tosh, Anthony B, Atmosphere, Ayọ, Barrington Levy, Ben l’Oncle Soul, Busy Signal, Ce’Cile, Che Sudaka, Culcha Candela, Deebuzz, DJ Tease, Duane Stephenson, Dub Inc, Dubwars Soundsystem feat. Redrum & Ridick, Etzia & Serengeti, Foreign Beggars, Gappy Ranks, Dub a la Pub, Heckert Empire, I-Fire, Illbilly Hitec, Iriepathie, Irie Révoltés, Jimmy Cliff, John Holt, Joy Denalane, Karamelo Santo, Lee 'Scratch’ Perry, Madcon, Marteria, Massaya, Max Romeo, Mellow & Pyro, Mister Santos, Mono & Nikitaman, Patrice, Pow Pow Movement, Romain Virgo, Samy Deluxe, Sara Lugo, Tarrus Riley, Sentinel Sound, The Busters, The Congos, Trombone Shorty, Who Dat!?, Youssou N’Dour, Ziggy Marley, Ziggi Recado

#### 27. Summerjam (6.–8. Juli 2012) „Together As One“
Alborosie & Shengen Clan, Amadou & Mariam, Assassin, Beenie Man, Berlin Boom Orchestra, Blitz the Ambassador, Bomba Estéreo, Burning Spear & The Young Lions, Christopher Martin, Collie Buddz & The New Kingston, Christopher Martin, Danakil, Die Orsons, Dreadzone, Dub à la Pub, Flixx’n’Hooch, Flo Mega & The Ruffcats, Groundation, Hollie Cook, Instant Vibes, Irie FM, Irie Révoltés, J Boog, Jahcoustix, Jamaram, Kingstone Soundsystem, Lord Kossity, Marsimoto, Massaya Soundsystem, Max Herre & Freunde, Midnite, Million Stylez, Natty, Nneka, Pow Pow Movement, Prinz Pi, Protoje, RAF 3.0, Raggabund & The Dubby Conqueros, Raging Fyah, Sean Paul, Sebastian Sturm, Sentinel Sound, Skarra Mucci, SOJA, Stephen Marley, Tiken Jah Fakoly, Trixstar & Denham Smith, U-Roy

#### 28. Summerjam (5.–7. Juli 2013) „Free Your Mind“

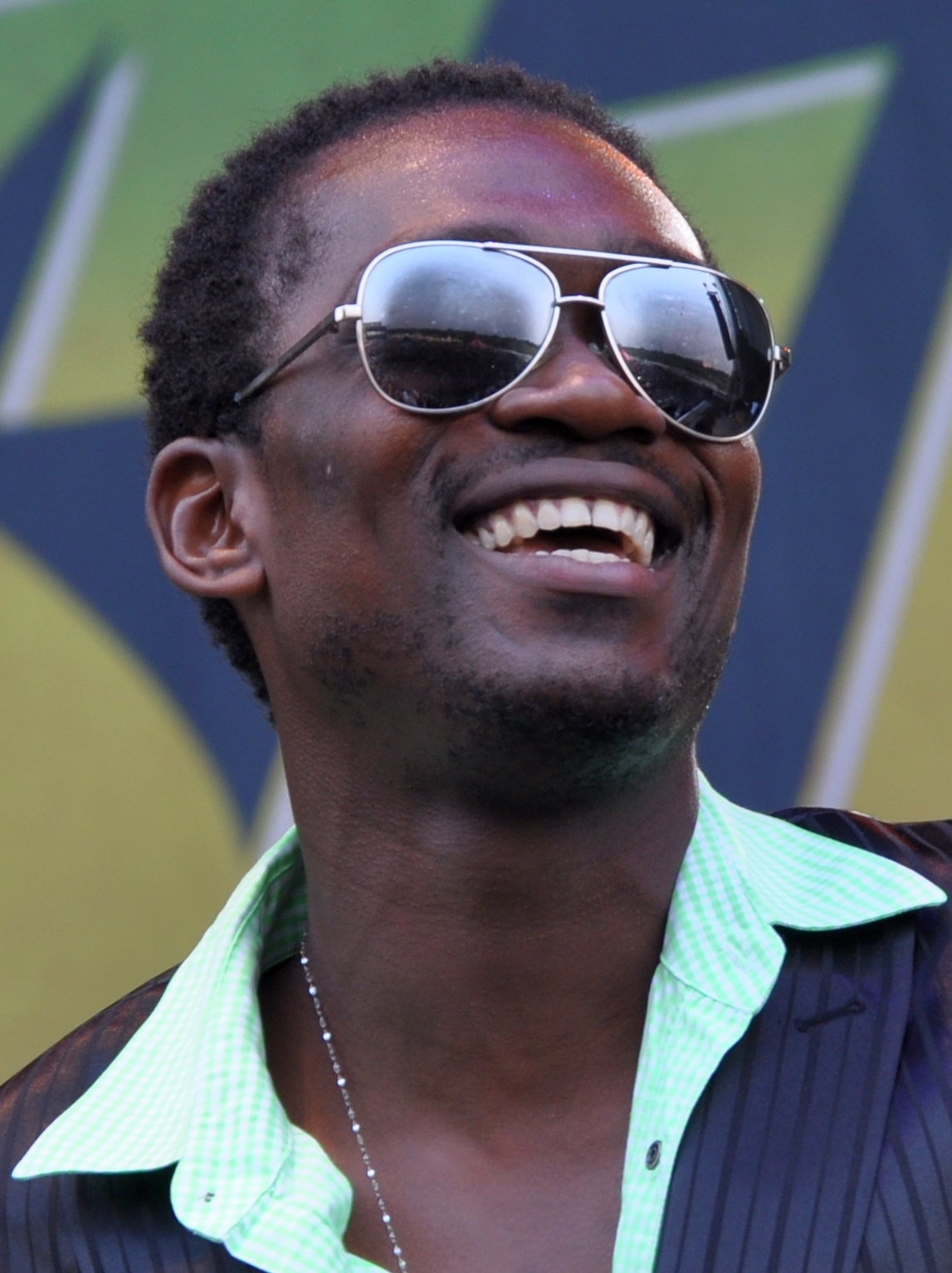
Busy Signal
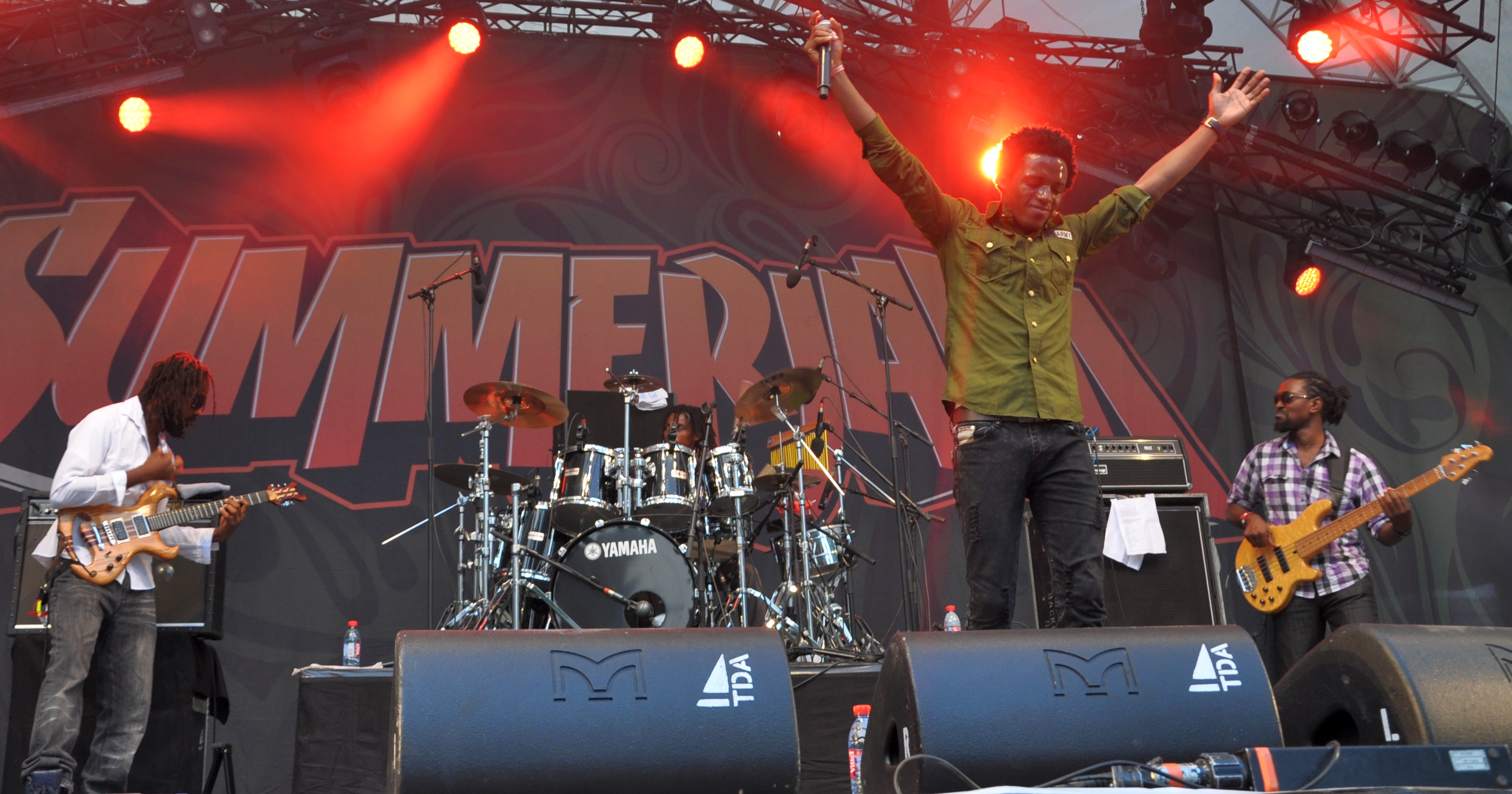
Romain Virgo
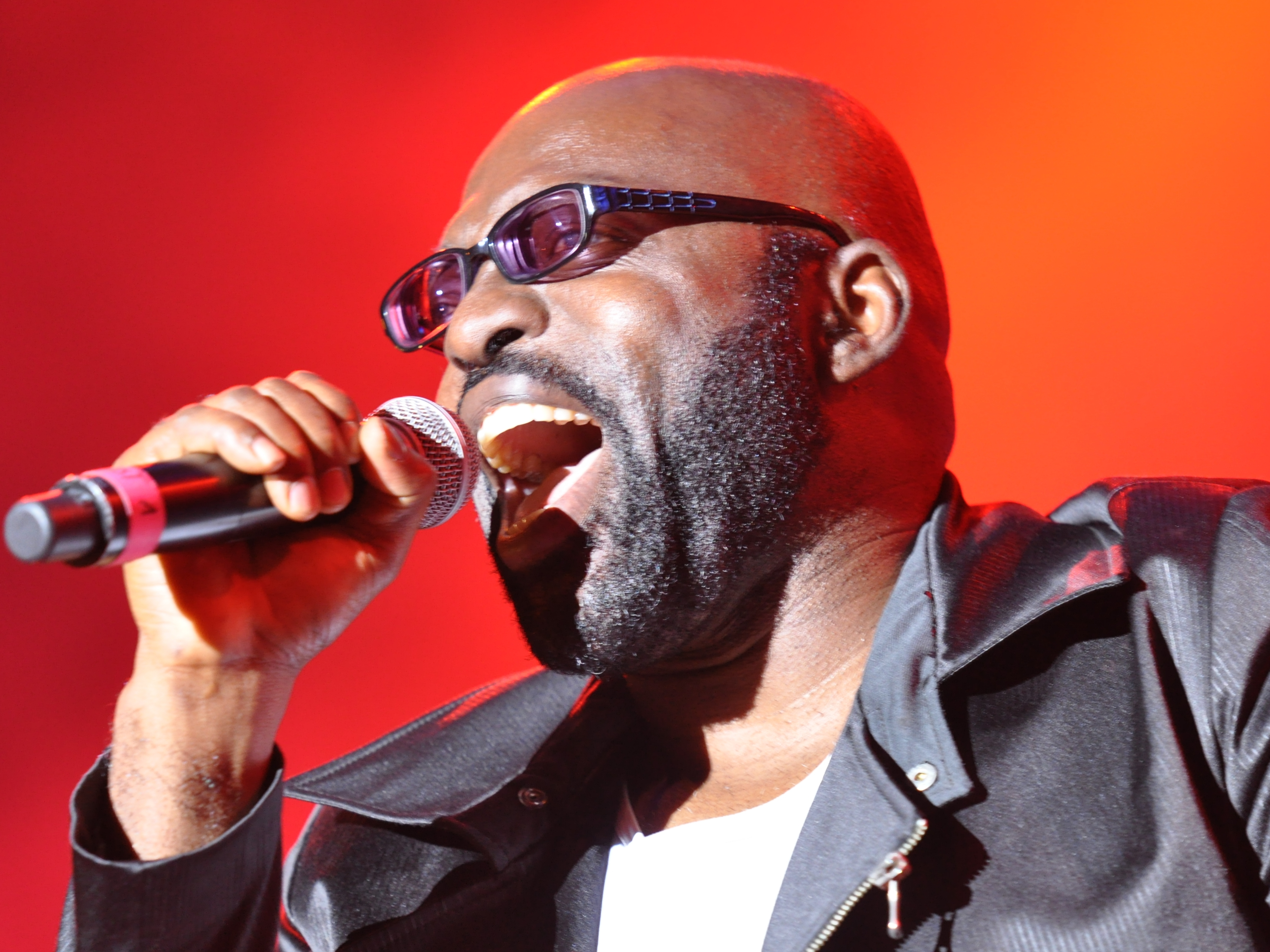
Richie Stephens
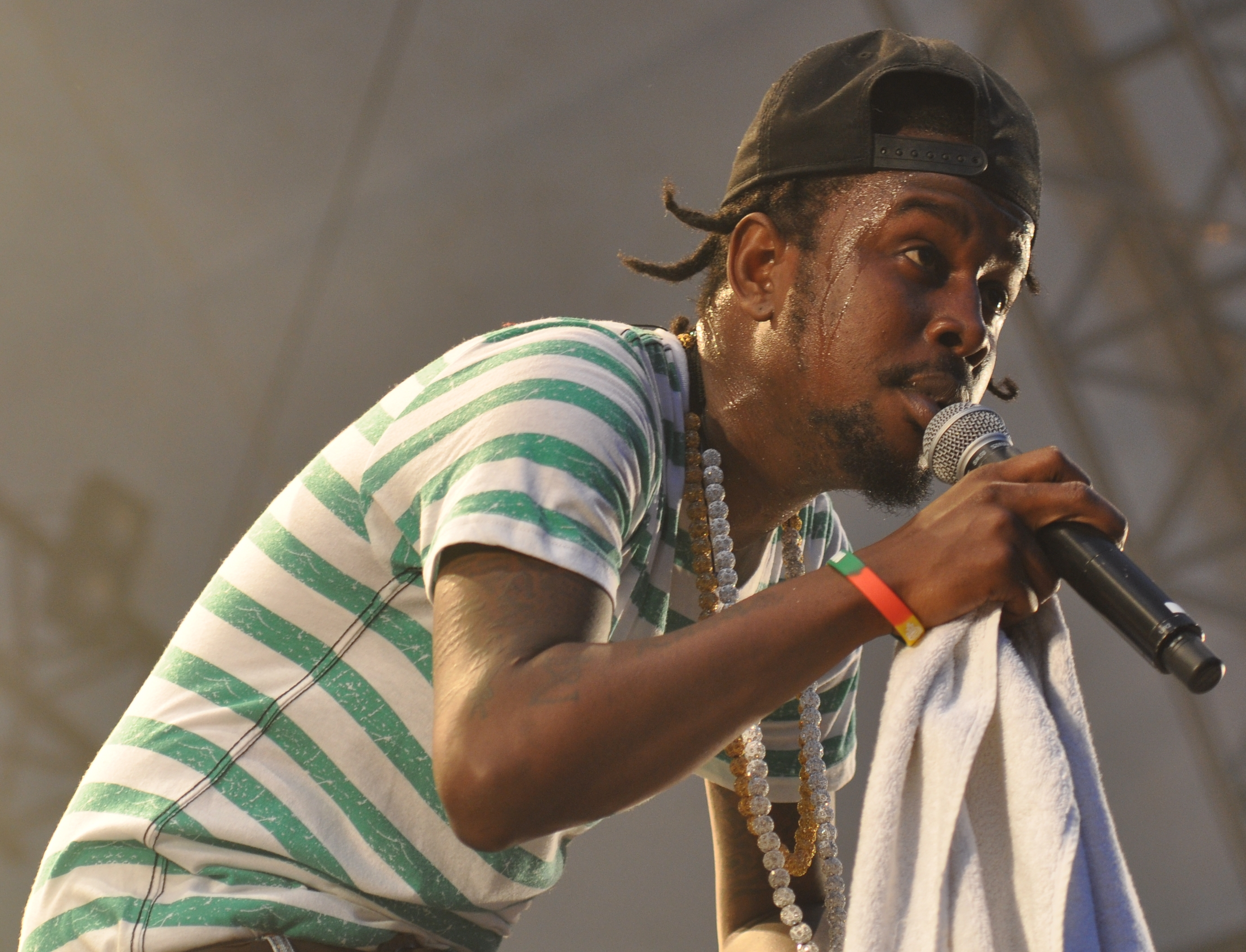
Popcaan
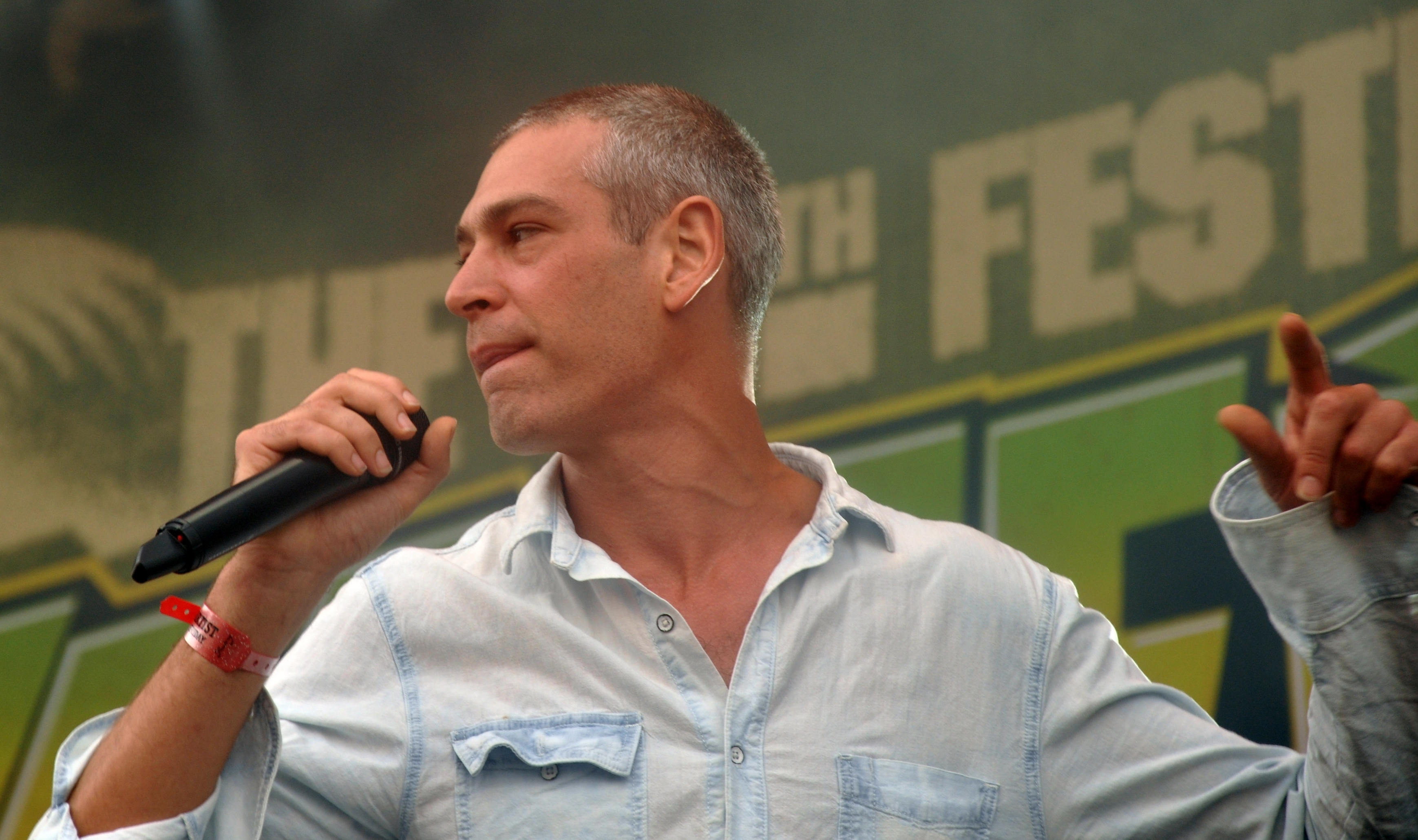
Matisyahu
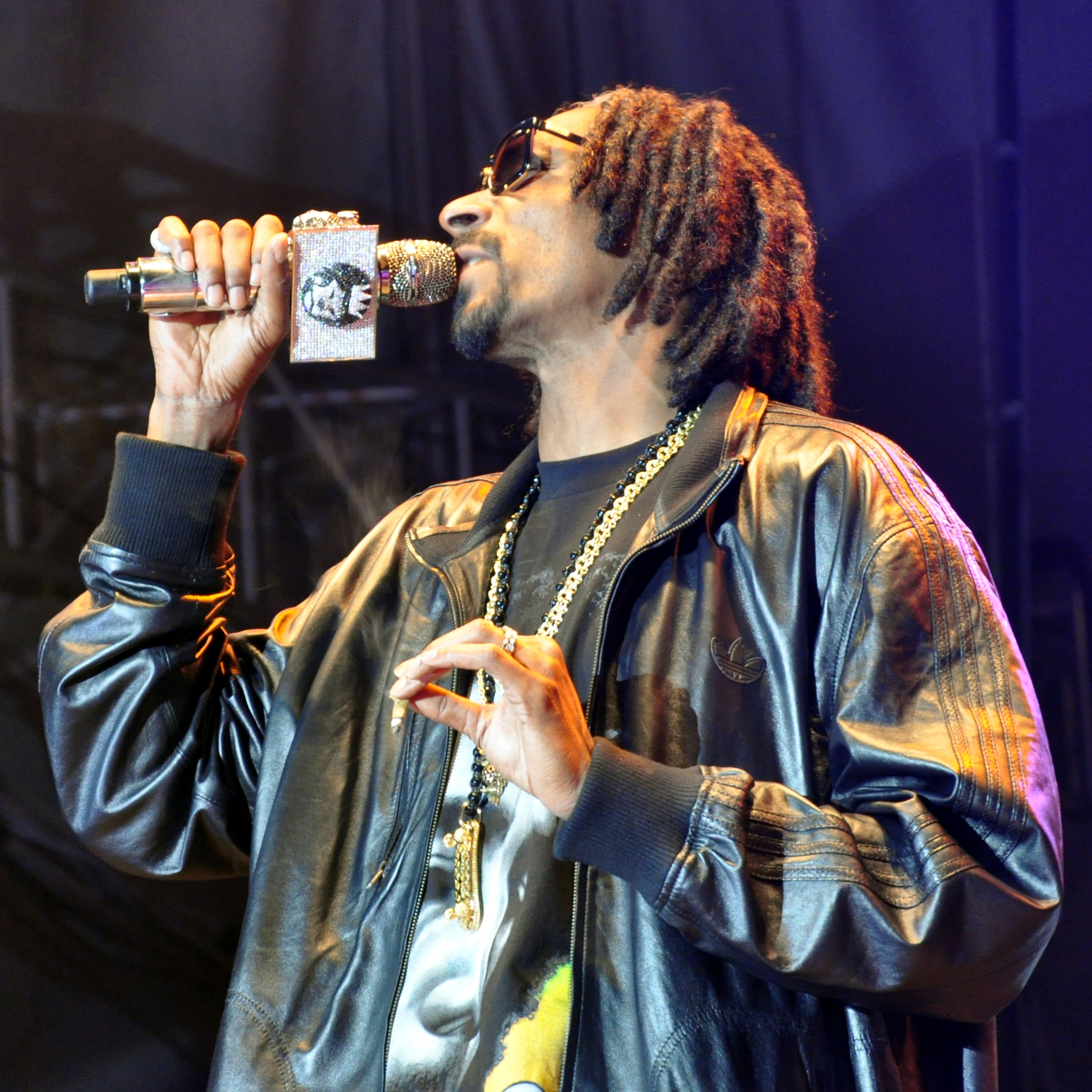
Snoop Lion

Snoop Lion, Gentleman & The Evolution, Patrice, Alborosie & Shengen Clan, Major Lazer, Matisyahu, Blumentopf, Busy Signal & High Voltage, Raggasonic, Ken Boothe, Morgan Heritage, Tarrus Riley, Fat Freddy’s Drop, Romain Virgo & Unit Band, Protoje & Indiggnation, Biga Ranx, Ohrbooten, Junior Kelly, Popcaan, Broussaï, Furasoul, Richie Stephens, Chronixx & ZincFence Band, The Aggrolites, Rocky Dawuni, The Black Seeds, Ees, Sam, Dendemann, Chima, Tschebberwooky, Martin Zobel & Soulrise Band, Uwe Banton, Ganjaman, Turbulence & Warrior King, Diplo, Pow Pow Movement, Sentinel Sound, Jugglerz, Megaloh, Silly Walks Discotheque, Schlachthofbronx, DJ Rakka, Dubheart

#### 29. Summerjam (4.–6. Juli 2014) „Share Your Love“
Seeed, Jimmy Cliff, Marteria, Konshens, Anthony B, Tanya Stephens, Chinese Man, Barrington Levy, Left Boy, Dub Inc, Tryo, Christopher Martin, Irie Révoltés, Nneka, Maxim, Johnny Osbourne & Lone Ranger, Kabaka Pyramid & The Bebble Rockers, Dilated Peoples, Mama Afrika, Milky Chance, Die Orsons, Naaman, Supertuff Sound, Jugglerz, Jah9, The Skints, Pow Pow Movement, Silverbullet Sound, Sam, Gappy Ranks, Raging Fyah, Dubtonic Kru, Wailing Trees, Iba Mahr, Konvoy, Stylo G, Miss Platnum, Lutan Fyah, Perfect Giddimani, Kid Simius, Martin Jondo, Illbilly Hitec, Supersonic Sound, Meta & The Cornerstones, Randy Valentine, Sentinel Sound, Mellow Mood, Richie Campbell

#### 30. Summerjam (3.–5. Juli 2015) „The Everlasting Festival“
Damian Marley, Wyclef Jean, Patrice, Cro, SOJA, Tarrus Riley&Dean Fraser, Protoje, Steel Pulse, Beres Hammond, Kwabs, Popcaan, Mono & Nikitaman, Romain Virgo, Cham, Danakil, Groundation, Nneka, Samy Deluxe, Jesse Royal, Kontra K, Hoffmaestro, Lion D, Katchafire, Stand High Patrol, Jah Sun, Cali P, Rakede, Nasou, Y’akoto, Flavia Coelho, Yaniss Odua, Rodigan’s Ram Jam, Xavier Rudd, Antilopen Gang, Ohrbooten, 257ers, The Skints, Passafire, Sentinel Sound, Jugglerz, Pow Pow Movement, Andrew Murphy & Babylon Exit

#### 31. Summerjam (1.–3. Juli 2016) „Back to the Future“
Gentleman & Ky-Mani Marley, Sean Paul, Parov Stelar, Alborosie & Shengen Clan, Chronixx, Alligatoah, Beginner, Morgan Heritage, Dub Inc, Selah Sue, Collie Buddz, Matisyahu, SDP, Chefket, Tiken Jah Fakoly, Raging Fyah, Dellé, Fuse ODG, Macka B, Matisyahu, Jaya the Cat, Megaloh, Dispatch, Selah Sue, Richie Campbell, Jugglerz, Soom T, Soul Radics, PROFESSOR Harrison Stafford, Sara Lugo, Namika, Neville Staple, Moop Mama, Miwata, Dub Inc, DJ Edu, Gentleman’s Dub Club, Christopher Martin, Catch A Fire, Collie Buddz, Akua Naru, Die Orsons, Nattali Rize, Naâman, Pow Pow Movement

#### 32. Summerjam (30. Juni – 2. Juli 2017) „The Everlasting Festival“
Damian Marley, Patrice, Nas, Popcaan, Sido, Joy Denalane, G-Eazy, Protoje & The Indiggnation, Bilderbuch, Toots & the Maytals, Alpha Blondy & Solar System, Dub FX, Danakil, Xavier Rudd, Kabaka Pyramid & Bebble Rockers, Irie Révoltés, Skatalites, Yaniss Odua & Artikal Band, Teesy, OK Kid, Nattali Rize, Meta & The Cornerstones, Jah9 & Dub Treatment, Umse, Cali P, Volodia, Runkus & Oldskl Bond, Systema Solar, Jahcoustix, Bukahara, Faada Freddy, Jeremy Loops, Jamaram, Jugglerz, Sentinel Sound, Pow Pow Movement, Drunken Masters

#### 33. Summerjam (6.–8. Juli 2018) „Enjoy Music And Vibes“
Marteria, Gentleman, Ziggy Marley, Chronixx, Ty Dolla $ign, MHD, SOJA, Alkaline, Konshens, Milky Chance, RIN, Bausa, Trettmann, Christopher Martin, Tarrus Riley, Naâman, J Hus, Dendemann, Stonebwoy, Charly Black, Jahmiel, Jesse Royal, Richie Stephens & Ska Nation, Inner Circle, Chefket, Romano, The , kints, Afrob, Treesha, Miwata, Dactah Chando, Lary, Kelvyn Colt, Ace Tee & Kwam E, Skara Mucci, Tóke, Jonesy, Jace, Nugat, 3Plusss, Dellé, Jahcoustix, Ganjaman & Sebastian Sturm, Yaw Herra & Füffi, I Salute, Memoria, Jugglerz, Pow Pow Movement, DJ Cem / Beatpackers, Warrior Sound, Talawah Sound, Querbeat

#### 34. Summerjam (5.–7. Juli 2019) „A Way of Life“
Cypress Hill, Jimmy Cliff, Alborosie & Shengen Clan, Bonez Mc & Raf Camora, Agent Sasco, Protoje & the Indiggnation, Kabaka Pyramid, Querbeat, Max Herre, Dub Inc, Yung Hurn, Die Orsons, Greeen, Nura, Koffee & the Raggamuffins, Moop Mama, Ees & the Yes-ja! Band, Mono & Nikitaman, Samory-i, Tribal Seeds, Motrip & Ali as

#### 35. Summerjam (3.–5. Juli 2020) „Feel The Beat“
Abgesagt wegen der COVID-19-Pandemie

#### 35. Summerjam (2.–4. Juli 2021) „Feel The Beat“
Abgesagt wegen der COVID-19-Pandemie

#### 35. Summerjam (1.–3. Juli 2022) „Feel The Beat“
Bay-C, Brushy One String, Christopher Martin, Gentleman, Gentleman's Dub Club, Guacáyo, Hollie Cook, Horst Wegener, I-Fire, Inner Circle, Jahfro, Jahneration, Jugglerz, Juju, Julian Marley, K.ZIA, Katchafire, Kelvyn Colt, Konshens, Ky-Mani Marley, Lila Iké, Majan, Marcus Gad, Martin Jondo, Max Romeo, Megaloh, Memoria, Mike Love, Milky Chance, Miwata, Nkulee Dube, Patrice, Powpow Movement, Protoje, Rote Mütze Raphi, Sampa The Great, Sara Lugo, SDP, Sean Paul, Seeed, Serani, Shaggy, Spice, Stefflon Don, Stylo G, Third World, Tóke, Ziggy Marley

#### 36. Summerjam (30. Juni – 2. Juli 2023) „The Spirit of Peace“
Trettmann, Tarrus Riley, Alborosie & Shengen Clan, Jan Delay & Disko No.1, Kabaka Pyramid, Nina Chuba, Groundation, KiDi, Jaz Elise, Yaksta, Edo Saiya, Disarstar, Il Civetto, Tatik und Naomi Cowan

#### 37. Summerjam (5.–7. Juli 2024) „Lost in Good Vibes“
Beenie Man, Bounty & Cocoa, Burna Boy, Busy Signal, Collie Buddz, Culcha Candela, D'Yani, Ezhel, Fatoni, Greeen, Jah Lil, J Boog, Jesse Royal, Jizzle, Julian Marley, Kelvyn Colt, Khalia, Konshens, Ky-Mani Marley, Kybba, Lila Iké, L´Entourloop, Majan, Marsimoto, Martin Jondo, Megaloh, Miwata, OG Keemo, Omar Jatta, Queen Omega, RIN, Romain Virgo, Samora, Samory I, Savvy, Sido, Skillibeng, Steel Pulse, Tjark

#### 38. Summerjam (4.–6. Juli 2025) „Full of Energy“
Beenie Man, Shenseea, Vybz Kartel, Alborosie, Etana, Inner Circle, Irie Révoltés, K.I.Z, Max Herre & Joy Denalane, Greeen, Paula Hartmann, Jah9, Afrob, Moop Mama x Älice, Burna Boy, Curse, Ennio, Third World, Mr. Vegas, Morgan Heritage, Kwam E, Junior Kelly, Pow Pow Movement, Tribal Kush, Teejay, Miwita, Kybba, Blaiz Fayah, Kumar Fyah, Eesah, Mortimer, Albi X, Andrew Murphy, Barracca Republic, Kalibwoy, Omar Jatta, St Da Gambian Dream, Lanae, Limitlezz